# Кларк, Джулиан
Джулиан Кларк (англ. Julian Clarke; род. 3 сентября 1977) — канадский монтажёр. Кларк окончил Китсиланскую среднюю школу до того как поступить в Университет Британской Колумбии. После окончания университета в 2000 году, Кларк немедленно начал искать работу как профессиональный монтажёр. Кларк был номинирован на премию «Оскар», BAFTA, «Спутник» за лучший монтаж к научно-фантастическому фильму «Район № 9».

## Фильмография
| Год  | Название                  | Ориг. название              | Режиссёр                 | Примечания |
| ---- | ------------------------- | --------------------------- | ------------------------ | --- |
| 2003 | Эмиль                     | Emile                       | Карл Бессай              | |
| 2005 | Расчленённый              | Severed: Forest of the Dead | Карл Бессай              | |
| 2007 | Постал                    | Postal                      | Уве Болл                 | |
| 2007 | Американская Венера       | American Venus              | Брюс Суини               | |
| 2009 | Район № 9                 | District 9                  | Нил Бломкамп             | Номинация — Премия «Оскар» за лучший монтаж Номинация — Премия BAFTA за лучший монтаж Номинация — Премия «Спутник» за лучший монтаж |
| 2011 | Стукачка                  | The Whistleblower           | Лариса Кондраки          | |
| 2011 | Нечто                     | The Thing                   | Маттис ван Хейнинген-мл. | |
| 2013 | Элизиум — рай не на Земле | Elysium                     | Нил Бломкамп             | вместе с Ли Смитом |
| 2015 | Континуум                 | Project Almanac             | Дин Израэлит             | |
| 2016 | Дэдпул                    | Deadpool                    | Тим Миллер               | |
| 2018 | Небоскрёб                 | Skyscraper                  | Роусон Маршалл Тёрбер    | |
| 2019 | Терминатор: Тёмные судьбы | Terminator: Dark Fate       | Тим Миллер               | |